# Station Gdańsk Nowy Port
Station Gdańsk Nowy Port was een spoorwegstation in de Poolse plaats Gdańsk. Het werd in december 2002 gesloten, omdat het niet meer rendabel was voor uitbater PKP SA. Het was vooral een goederenstation en qua personenvervoer had de lijn concurrentie van een tram- en busverbinding tussen Gdańsk en de haven. In 2007 werd het treinspoor dat naar het station liep, verwijderd.